# Lago Dove
Il lago Dove è un lago di circo situato vicino al monte Cradle nella regione degli altipiani centrali della Tasmania, in Australia. La massa d'acqua si trova nel Parco nazionale del monte Cradle e del lago St Clair ed è un'attrazione turistica molto apprezzata per via dei sentieri ben tenuti che la circondano, i quali portano anche sulla vetta del monte Cradle. Una simile denominazione fu assegnata dall'esploratore Gustav Weindorfer in onore di un funzionario della Van Diemen's Land Company per cui lavorava.
Come molti altri laghi della regione, il lago Dove è una cicatrice lasciata dall'ultima glaciazione. 
Dal punto di vista floristico, l'habitat è unico e comprende specie vegetali quali il faggio deciduo della Tasmania (Nothofagus gunnii), erbe di bassa altezza di vario genere e pini in alcuni casi endemici. Tra gli animali che si appropinquano presso le rive del lago rientrano il vombato comune (Vombatus ursinus), l'echidna dal becco corto (Tachyglossus aculeatus), l'ornitorinco (Ornithorhynchus anatinus), il pademelon della Tasmania (Thylogale billardierii) e il serpente tigre (Notechis scutatus).